# Туори (Арецо)
Туори је насеље у Италији у округу Арецо, региону Тоскана.
Према процени из 2011. у насељу је живело 141 становника. Насеље се налази на надморској висини од 303 м.